# 9/11 (фильм, 2017)
«9/11» — американский фильм-катастрофа о терактах 11 сентября в Нью-Йорке. Основан на пьесе Патрика Карсона «Лифт». Режиссёр Мартин Гиги. Премьера состоялась 8 сентября 2017 года в США.

## Сюжет
Фильм начинается с кадра горизонта Нижнего Манхэттена ранним утром 11 сентября 2001 года. Майкл работает велосипедным курьером и поздравляет свою маленькую дочь с днем рождения, прежде чем отправиться в путь доставки. Метзи пьет кофе в кафе, прежде чем отправиться в Северную башню, где она работает диспетчером лифта. В 8:00 утра трейдер-миллиардер Джеффри Кейдж и его жена Ева встречаются в юридической конторе Северной башни, чтобы подписать документы о разводе. В 8:46 утра Майкл, Ева и Джеффри спускаются в лифте, когда рейс 11 American Airlines врезается в 93-99-й этажи здания, в результате чего лифт останавливается примерно на 38-м этаже, а его электронные компоненты выходят из строя. Также в лифте находятся Эдди, обслуживающий персонал, и Тина, женщина, которая пришла в ВТЦ, чтобы порвать со своим богатым любовником. Они пытаются открыть двери лифта, чтобы сбежать, но не могут этого сделать из-за блокировки системы безопасности.
Из диспетчерского центра лифта на нижних этажах Северной башни Метзи связывается с группой через систему громкой связи лифта, сообщая им, что их единственная надежда - силой открыть дверь лифта и отправить Эдди в комнату питания, чтобы перезапустить лифт. Группа внутри лифта начинает придумывать планы, как взломать дверь. Сначала они используют свои руки, но двери застряли слишком плотно, затем они пытаются открыть аварийную шахту наверху, но её можно открыть только снаружи.
Метзи сообщает группе, что пожарные не могут добраться до верхних этажей, и они должны отодвинуть запорный механизм, чтобы открыть двери. Наконец, они вскрывают дверь лифта, Эдди отпирает запирающий механизм отверткой и пробивается через блок гипсокартона в комнату уборщика; только Ева выходит до того, как лифт опускается из-за обрыва кабелей, не давая остальным сбежать через отверстие. Джеффри говорит Еве, что любит её, и обещает встретиться в вестибюле, прежде чем все в лифте ложатся на спину и готовятся к удару, когда лифт начнет падать. Лифт быстро спускается на уровень вестибюля, но все выживают с травмами. Ева находит пожарного, который помогает ей открыть дверь лифта, и все выходят, кроме Джеффри, который оказывается в ловушке в лифте, когда он опускается ниже. Пожарный поднимается на крышу лифта, открывает аварийную шахту и протягивает руку Джеффри, когда Северная башня рушится.

## В ролях
- Чарли Шин — Джеффри Кейдж
- Вупи Голдберг — Метзи
- Джина Гершон — Ева
- Луис Гусман — Эдди
- Вуд Харрис — Майкл
- Ольга Фонда — Тина
- Жаклин Биссет — Дайан
- Брюс Дэвисон — Монохан
- Фаун Чамберс — Холли
- Уитни Авалон — Ники
- Клинт Ховард — Стю

## Критика
Фильм получил негативные отзывы кинокритиков. На сайте Rotten Tomatoes фильм имеет рейтинг 11 % на основе 9 рецензий со средним баллом 2.58 из 10. На сайте Metacritic фильм имеет оценку 20 из 100 на основе 4 рецензий критиков, что соответствует статусу «в целом неблагоприятные отзывы».